# Sister (álbum de Dover)
Sister es el primer álbum de estudio grabado por la banda de rock española Dover. Fue publicado el 15 de agosto de 1995 bajo la compañía discográfica independiente Everlasting-Caroline.
Fue grabado entre julio y agosto de 1995, en el Estudio La Nave en Madrid. La compañía discográfica, carente de recursos, le hizo poca promoción al álbum, lo que les llevó a un fracaso estrepitoso al vender tan solo 500 copias de una tirada de 800, cuando su meta era lograr editar y vender 4000. Esto supuso una gran decepción, pero al menos les permitió sumar actuaciones (Festimad desde 1996 a 1998, y el Festival Internacional de Benicàssim en 1996).
Aún con la decepción de ventas, grabaron su primer videoclip Come with me. Oficialmente el álbum no tuvo ningún sencillo, pero esta canción era la más coreada en sus primeros conciertos. El corto fue grabado en una cochera, con un presupuesto reducido, bajo la dirección de Juan Bullón.

## Publicación

### Reedición
El álbum fue reeditado por la compañía discográfica Chrysalis el 26 de marzo de 2001. Además de contar con una nueva portada del álbum y un folleto interno ordenado, con imágenes divertidas de sus últimas giras, contenía una canción que, en su día, no pudo entrar en el álbum debido a problemas editoriales. Era Noche Tras Noche, la única canción que la banda ha grabado en español. Es una versión del grupo español Solera, que Dover solía tocar en sus primeros conciertos en 1994.
Un sencillo, Angelus, fue publicado en este álbum reeditado, que contenía tres canciones: el mismo Angelus, The Morning After, y el ya mencionado Noche Tras Noche.

### Apariciones
Las canciones "Angelus" y "The Morning After" hicieron aparición en la película española de 2001 No te fallaré.

## Recepción

### Crítica
Sister no atrajo demasiada atención, y no recibió crítical favorables (ni desfavorables). BDF, de La Fonoteca, lo describe como un "debut en el que se sientan algunas bases del grupo". BDF listó "Anacrusa", "Come with me", "Grey" y "She will" como grandes canciones en este debut, y también apunta que, sin embargo, los temas parecen a medio hacer, poco acabados, con alguno que ni siquiera llega al minuto de duración.

## Lista de canciones
Todas las canciones escritas y compuestas por Amparo Llanos y Cristina Llanos, excepto donde se indique. 
| N.º   | Título              | Escritor(es)                                 | Duración |  |
| 1.    | «Anacrusa»          |                                              | 1:37     |  |
| 2.    | «Stamber»           |                                              | 2:26     |  |
| 3.    | «El Perro Loco»     |                                              | 1:57     |  |
| 4.    | «Grey»              |                                              | 2:34     |  |
| 5.    | «Jane Below»        |                                              | 2:08     |  |
| 6.    | «In Hole»           |                                              | 2:25     |  |
| 7.    | «The Morning After» |                                              | 2:42     |  |
| 8.    | «She Will»          |                                              | 2:14     |  |
| 9.    | «Her Bed Star»      | Amparo Llanos, Cristina Llanos, Álvaro Gómez | 2:54     |  |
| 10.   | «La Turmis»         |                                              | 1:56     |  |
| 11.   | «Angelus»           |                                              | 3:39     |  |
| 12.   | «Distortion She»    |                                              | 1:37     |  |
| 13.   | «Come With Me»      |                                              | 2:45     |  |
| 14.   | «Three Cowboys»     |                                              | 0:58     |  |
| 15.   | «Green»             |                                              | 2:07     |  |
| 36:20 |                     |                                              |          |  |

| Bonus tracks de reedición 2001 |                    |                                                   |          |  |
| N.º                            | Título             | Escritor(es)                                      | Duración |  |
| 16.                            | «Noche Tras Noche» | Rodrigo García Blanca, José María Guzmán González | 2:27     |  |

## Personal
Dover
- Cristina Llanos - voz y guitarra
- Amparo Llanos - Guitarras
- Jesús Antúnez - Batería
- Álvaro Gómez - Bajo

Personal técnico
- José Luis Crespo – Masterizado, mezclado, grabación
- Álvaro Cruz – Grabación

Personal adicional
- Paul Díaz – Fotografía

Companies, etc.
Phonographic Copyright (p) – Caroline España S.L.
Copyright (c) – Caroline España S.L.
Recorded At – La Nave Studios
Mixed At – La Nave Studios
Credits
Bass – Álvaro Gómez (2)
Cover, Photography By – Paula Díaz
Cover, Sleeve – Javier Moreno (4)
Drum, Sleeve, Illustration – Jesús Antúnez
Guitar, Producer – Amparo Llanos
Mixed By – Miguel Gutiérrez* (tracks: 2 to 5, 8, 9, 12 to 15)
Mixed By, Edited By, Mastered By – José Luis Crespo (tracks: 1, 6, 7, 10, 11, 16)
Music By – Amparo Llanos (tracks: 2, 9, 12, 13), Cristina Llanos (tracks: 13), Álvaro Gómez (2) (tracks: 9)
Mixed Assistance – J. Felix García Sarmiento, Álvaro Cruz
Recorded By – José Luis Crespo, Álvaro Cruz (tracks: 7, 8, 10, 16,)
Voice, Electric Guitar – Cristina Llanos
Written-By – Amparo Llanos (tracks: 3, 10, 11, 13), Cristina Llanos (tracks: 1, 2, 4 to 9, 14, 15)

Photography By – Rubén Hermida

Barcode and Other Identifiers

Barcode: 8426946010613
Matrix / Runout: (DADC Austria logo) A0100176062-101 12 A1
Mastering SID Code: IFPI L552
Mould SID Code: IFPI 94F0
Rights Society: S.G.A.E.
Depósito Legal: M-33144-95

## Historial de lanzamientos
| País   | Fecha                | Formato | Discográfica            |
| ------ | -------------------- | ------- | ----------------------- |
| España | 15 de agosto de 1995 | CD, LP  | Everlasting-Caroline    |
| España | 26 de marzo de 2001  | CD      | Chrysalis, Loli Jackson |